# Wuling

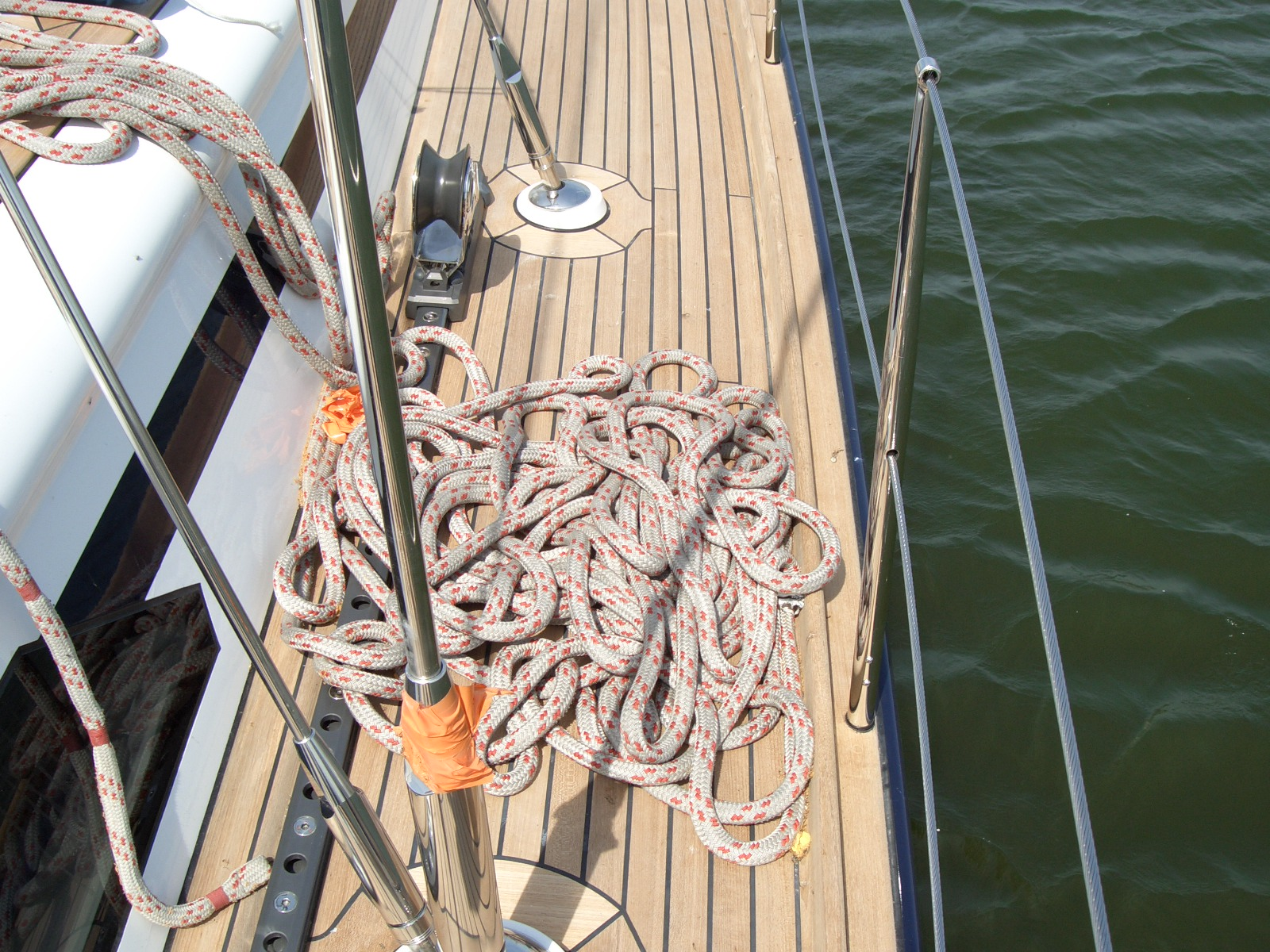
Leinen-Wuling auf einer Jacht

Der Begriff Wuling (auch: Wuhling) ist die seemännische Bezeichnung für durcheinandergeratenes oder schlecht aufgerolltes Tauwerk. Weitere Umschreibungen: Tauwerk ist „vertörnt“ oder „unklar gekommen“.
Eine Wuling entsteht, wenn Leinen ungeordnet auf einen Haufen geworfen und nicht sofort aufgeschossen werden. Bereits einige Umlagerungen führen zu einem knotigen und undurchsichtigen Gebilde, das unter größeren Mühen und Zeitaufwand wieder aufgerollt und in Ordnung gebracht werden muss. Wulings sind unseemännisch und bergen Sicherheitsrisiken, weil unklare Leinen nicht umstandslos verwendet werden können bzw. Verletzungsgefahren bergen.

## Übertragene Bedeutung

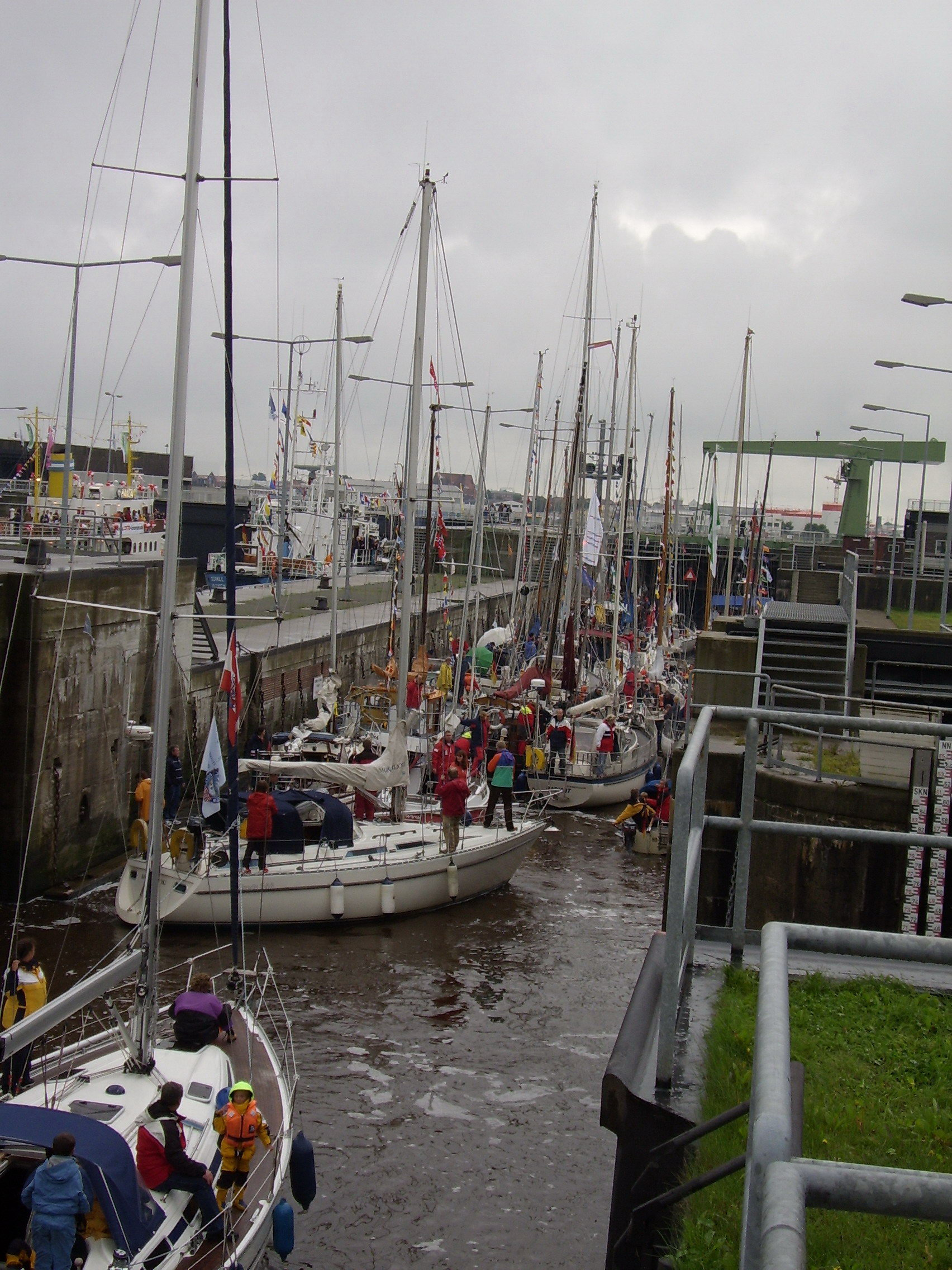
Yachten-Wuling bei der Schleuseneinfahrt während der Sail 2005 in Bremerhaven.

In übertragener Bedeutung bezeichnet der Begriff ein Gedränge oder Durcheinander von Personen, im Bereich der Seefahrt auch von Schiffen und sonstigen Fahrzeugen.

## Historische Bedeutung
Historisch waren Wulings (englisch woolding, niederländisch woeling) dicht nebeneinander liegende Tauumwicklungen der sowohl längs als auch im Querschnitt aus Teilstücken zusammengesetzten Schiffsmasten, die der Stabilisierung dienten. Jeder Wulingtörn wurde mit Wulingnägeln gesichert, die mit Lederscheiben unterlegt waren. Ober- und unterhalb wurden die Wulings zum Schutz vor Schamfilen durch andere Teile der Takelage mit hölzernen Reifen gesichert. In späteren Zeiten wurden Wulings meist durch Eisenbänder ersetzt. In ähnlicher Funktion dienten Wulingtaue der Verbindung des Bugspriets mit dem Vorsteven.